# Alpha Coronae Australis
α Coronae Australis (Alpha Coronae Australis, kurz α CrA) ist ein Hauptreihenstern im Sternbild Corona Australis. Er gehört der Spektralklasse A2 an, besitzt eine scheinbare Helligkeit von 4,1 mag und ist etwa 125 Lichtjahre von der Erde entfernt.
Der Stern trägt den historischen Eigennamen Alfecca Meridiana.